# Carphophis
Carphophis este un gen de șerpi din familia Colubridae.

Cladograma conform Catalogue of Life:
| Carphophis | \| \| Carphophis amoenus \| \| \| \| \| \| Carphophis vermis \| \| \| \| |
|            | \| \| Carphophis amoenus \| \| \| \| \| \| Carphophis vermis \| \| \| \| |
|            | Carphophis amoenus                                                       |
|            |                                                                          |
|            | Carphophis vermis                                                        |
|            |                                                                          |